# Jan-Philip Willgerodt
Jan-Philip Willgerodt (* 22. März 1978) ist ein deutscher Handballspieler. Er spielt für die HG Jever/Schortens II.

## Karriere

### Spieler
Jan-Philip Willgerodt wurde beim MTV Jever ausgebildet. Zur Saison 1997/98 schloss er sich der SG VTB/Altjührden an. Es folgte im Jahr 2000 der Wechsel zum Bundesligisten HSG Nordhorn-Lingen. Da Willgerodt nur wenig Einsatzzeiten bekam, lief er ab Ende 2001 für den Zweitligisten TuS N-Lübbecke auf. Weitere Stationen des Rückraumspielers waren unter anderem der OHV Aurich und erneut die SG VTB/Altjührden, die inzwischen in HSG Varel-Friesland umbenannt worden war. Mit der HG Jever/Schortens II gelang Willgerodt in der Saison 2017/18 der verlustpunktfreie Titelgewinn in der Landesklasse Weser-Ems Nord. Mit durchschnittlich 7 Toren pro Partie hatte Willgerodt als zweitbester Torschütze seiner Mannschaft großen Anteil am guten Abschneiden.

### Nationalmannschaft
Im Jahr 2000 wurde Willgerodt – noch beim Zweitligisten SG VTB/Altjührden unter Vertrag – von Nationaltrainer Heiner Brand für das Testspiel gegen die Schweizer Männer-Handballnationalmannschaft berücksichtigt.

## Privates
Willgerodt ist von Beruf Lehrer für Englisch und Sport.